# No Surrender (2011)
No Surrender (2011) foi um evento em formato de pay-per-view produzido pela Total Nonstop Action Wrestling, ocorreu no dia 11 de setembro de 2011 no Impact Wrestling Zone na cidade de Orlando, Flórida. Esta foi a sétima edição da cronologia do No Surrender.

## Antes do evento
No Surrender teve lutas de wrestling profissional envolvendo diferentes lutadores com rivalidades e storylines pré-determinadas que se desenvolveram no Impact Wrestling — programa de televisão da Total Nonstop Action Wrestling (TNA). Os lutadores interpretaram um vilão ou um mocinho seguindo uma série de eventos para gerar tensão, culminando em várias lutas.

## Resultados
| #                              | Lutas                                                                                               | Estipulação                                                                                               | Tempo |
| ------------------------------ | --------------------------------------------------------------------------------------------------- | --- | ----- |
| 1                              | Jesse Sorensen derrotou Kid Kash                                                                    | Singles match para determinar o desafiante nº um pelo TNA X Division Championship                         | 07:55 |
| 2                              | Bully Ray derrotou James Storm por desqualificação.                                                 | BFG Series semi-final                                                                                     | 11:48 |
| 3                              | Winter (com Angelina Love) derrotou Mickie James (c)                                                | Singles match pelo TNA Knockouts Championship                                                             | 08:38 |
| 4                              | Mexican America (Hernandez e Anarquia) (c) (com Sarita e Rosita) derrotaram Devon e D'Angelo Dinero | Tag Team match pelo TNA World Tag Team Championship                                                       | 09:45 |
| 5                              | Matt Morgan derrotou Samoa Joe                                                                      | Singles match                                                                                             | 11:35 |
| 6                              | Bobby Roode derrotou Gunner por submissão.                                                          | BFG Series semi-final                                                                                     | 11:58 |
| 7                              | Austin Aries derrotou Brian Kendrick (c)                                                            | Singles match pelo TNA X Division Championship                                                            | 13:24 |
| 8                              | Bobby Roode derrotou Bully Ray                                                                      | BFG Series Final para definir o desafiante número um do TNA World Heavyweight Champion no Bound for Glory | 12:30 |
| 9                              | Kurt Angle (c) derrotou Sting e Mr. Anderson                                                        | Three Way match pelo TNA World Heavyweight Championship                                                   | 15:28 |
| (c) - Campeão(s) antes da luta | | |       |